# Sergio Gonella
Sergio Gonella (Asti, 1933. május 23. – 2018. június 19.) olasz nemzetközi labdarúgó-játékvezető. Polgári foglalkozása banktisztviselő volt.

## Pályafutása
Fiatal korában 1947 - 1952 között szülőhelyének csapatában, az AS Astiban játszott. 1952-ben szerezte meg a játékvezetői engedélyt. Kezdetben csak korosztályos, illetve amatőr mérkőzések dirigálásával bízták meg, majd 1957-ben bemutatkozhatott a negyedik ligában. Egy esztendővel később a Serie C-ben vezetett mérkőzéseket, majd 1963-tól a profik között működött - igaz, csak a B-ligában. 1964-ben átesett az élvonalbeli tűzkeresztségen is. A statisztikák szerint az olasz futball történetében ő ítélte a legtöbb tizenegyest (92) és legtöbbször  ő állított ki játékost (64). Serie A mérkőzéseinek száma: 175.

### Nemzeti kupamérkőzések
Vezetett kupadöntők száma: 1

#### Olasz labdarúgókupa
| Időpont         | Helyszín               | Mérkőzés típusa | Mérkőzés        | Eredmény |
| --------------- | ---------------------- | --------------- | --------------- | -------- |
| 1974. május 23. | Olimpiai Stadion, Róma | döntő           | Bologna–Palermo | 1 : 1    |

#### Nemzetközi játékvezetés
Az Olasz labdarúgó-szövetség JB felterjesztésére 1972-ben lett a nemzetközi játékvezetői kar tagja, és kapott Nemzetközi Labdarúgó-szövetség (FIFA) jelvényt, amit egészen 1978-ig, aktív pályafutása végéig megőrzött. Több nemzetek közötti válogatott és klubmérkőzést vezetett,vagy működő társának partbíróként segített. A hetvenes évek második felének utolérhetetlen sztárbírója, a korszak non plus ultrája volt. Az európai labdarúgó sporttörténelemben másodszor fordult elő (az első Gottfried Dienst), hogy ugyan az a személy vezethette az Európa-bajnokság döntőjét, majd a következő labdarúgó-világbajnokság döntőjét. Az 5. labdarúgó-Európa-bajnokság döntőjét, első olaszként vezethette. Az olasz nemzetközi játékvezetők rangsorában, a világbajnokság-Európa-bajnokság sorrendjében többedmagával a 16. helyet foglalja el 7 találkozó szolgálatával. Válogatott mérkőzéseinek száma: 17.

#### Labdarúgó-világbajnokság
A világbajnoki döntőhöz vezető úton Argentínába a XI., az 1978-as labdarúgó-világbajnokság ra a FIFA JB játékvezetőként alkalmazta. A FIFA JB elvárása szerint, ha nem vezetett, akkor partbíróként tevékenykedett. Két csoportmérkőzésen 2. számú besorolást kapott. Egy csoportmérkőzés levezetése után, az Európai csúcsot követően megkapta a világbajnoki csúcsot, a döntő vezetését. Szakmai értékelés szerint a megbízatás kissé a fejébe szállt, aminek következtében a mérkőzés kicsúszott a kezei közül. A mérkőzés előtt a holland sportdiplomácia mindent elkövetett annak érdekében, hogy egy európai labdarúgó nagyhatalom játékvezetője dirigálja a döntőt. A mérkőzésen nem tudta megfogni a durvaságokat, öntelten (talán a fejére helyezett glória árnyéka miatt), eufóriában, idegesen, indiszponáltan, a nézőktől kissé befolyásoltan vezette a mérkőzést. Húsz szabadrúgást ítélt az argentinok ellen és negyvenhatot a hollandok ellen. Négy sárga lapot osztott ki - nem akkor és nem azoknak, akiknek kellett volna. A tizenegyedik világbajnokság döntőjét 11. európaiként, első olaszként vezethette. Világbajnokságon vezetett mérkőzéseinek száma: 2 + 2 (partbíró).

##### 1978-as labdarúgó-világbajnokság

###### Selejtező mérkőzés
| Időpont           | Helyszín                       | Mérkőzés típusa           | Mérkőzés          | Eredmény | Nézők száma |
| ----------------- | ------------------------------ | ------------------------- | ----------------- | -------- | ----------- |
| 1977. március 26. | Bosuil Stadion, Antwerpen      | előselejtező (4. csoport) | Belgium–Hollandia | 0 : 2    | 48 343      |
| 1977. október 12. | Lansdowne Road Stadion, Dublin | előselejtező (5. csoport) | Írország–Bulgária | 0 : 0    | 25 000      |

###### Világbajnoki mérkőzés
| Időpont          | Helyszín                         | Mérkőzés típusa              | Mérkőzés               | Eredmény | Nézők száma |
| ---------------- | -------------------------------- | ---------------------------- | ---------------------- | -------- | ----------- |
| 1978. június 7.  | Városi Stadion, Mar del Plata    | csoportmérkőzés (3. csoport) | Brazília–Spanyolország | 0 : 0    | 40 000      |
| 1978. június 25. | Monumental Stadion, Buenos Aires | döntő                        | Argentína–Hollandia    | 3 : 1    | 70 000      |

#### Labdarúgó-Európa-bajnokság
Az Európai Labdarúgó-szövetség Játékvezető Bizottsága (JB) 1972-ben Csehszlovákiában az U23-as labdarúgó-Európa-bajnokság tornáján, mint leendő nemzetközi játékvezetőt mutatta be az európai labdarúgás résztvevőinek.
Az európai-labdarúgó torna döntőjéhez vezető úton Jugoszláviába az V., az 1976-os labdarúgó-Európa-bajnokságra az UEFA JB játékvezetőként foglalkoztatta. Érdekességek: a döntő találkozót, gólképtelenség miatt 120 percig vezette, az Európa-bajnokságok történetében először büntető párbaj (5:4) állapította meg a győztest. Kifejezetten jól dirigálta a döntőt, még a vesztes német sajtó is bravúrosnak minősítette teljesítményét. Az 5. labdarúgó-Európa-bajnokság döntőjét, első olaszként vezethette.

##### 1976-os labdarúgó-Európa-bajnokság

###### Selejtező mérkőzés
| Időpont            | Helyszín                    | Mérkőzés típusa           | Mérkőzés       | Eredmény | Nézők száma |
| ------------------ | --------------------------- | ------------------------- | -------------- | -------- | ----------- |
| 1974. december 7.  | Központi Stadion, Lipcse    | előselejtező (7. csoport) | NDK–Belgium    | 0 : 0    | 20 577      |
| 1975. november 19. | Racecourse Stadion, Wrexham | előselejtező (2. csoport) | Wales–Ausztria | 1 : 0    | 27 578      |

###### Európa-bajnoki mérkőzés
| Időpont          | Helyszín                       | Mérkőzés típusa | Mérkőzés           | Eredmény | Nézők száma |
| ---------------- | ------------------------------ | --------------- | ------------------ | -------- | ----------- |
| 1976. június 20. | Crvena Zvedza Stadion, Belgrád | döntő           | Csehszlovákia–NSZK | 2 : 2    | 30 790      |

##### Brit Bajnokság
1882-ben az Egyesült Királyság brit tagállamainak négy szövetség úgy döntött, hogy létrehoznak egy évente megrendezésre kerülő bajnokságot egymás között. Az utolsó bajnoki idényt 1983-ban tartották meg.
| Időpont         | Helyszín                      | Mérkőzés típusa   | Mérkőzés      | Eredmény |
| --------------- | ----------------------------- | ----------------- | ------------- | -------- |
| 1972. május 27. | Hampden Park Stadion, Glasgow | egyik körmérkőzés | Skócia–Anglia | 0 : 1    |

#### Nemzetközi kupamérkőzések
Vezetett kupadöntők száma: 1.

##### Bajnokcsapatok Európa-kupája
Az Újpest egyik legsikeresebb menetelése az elődöntőben, a második találkozón a későbbi győztes Bayertől kapott ki (3:0)-ra.
| Időpont           | Helyszín                      | Mérkőzés típusa         | Mérkőzés                 | Eredmény |
| ----------------- | ----------------------------- | ----------------------- | ------------------------ | -------- |
| 1967. október 28. | Megyeri úti Stadion, Budapest | elődöntő első találkozó | Újpest–FC Bayern München | 1 : 1    |

##### Kupagyőztesek Európa-kupája
| Időpont              | Helyszín                  | Mérkőzés típusa           | Mérkőzés                | Eredmény |
| -------------------- | ------------------------- | ------------------------- | ----------------------- | -------- |
| 1973. szeptember 19. | Fáy úti Stadion, Budapest | előselejtező (1. forduló) | Vasas SC–Sunderland AFC | 0 – 2    |

##### UEFA-szuperkupa
| Időpont             | Helyszín                  | Mérkőzés típusa      | Mérkőzés                       | Eredmény | Nézők száma |
| ------------------- | ------------------------- | -------------------- | ------------------------------ | -------- | ----------- |
| 1975. szeptember 9. | Olimpiai Stadion, München | döntő első találkozó | Bayern München–FK Dinamo Kijiv | 0 : 1    | 30 000      |

##### UEFA-kupa
| Időpont           | Helyszín                      | Mérkőzés típusa           | Mérkőzés                                | Eredmény |  |
| ----------------- | ----------------------------- | ------------------------- | --------------------------------------- | -------- |  |
| 1972. március 22. | Grbavica Stadion, Szarajevó   | egyik negyeddöntő         | FK Željezničar Sarajevo–Ferencvárosi TC | 1 – 2    |  |
| 1977. október 19. | Szusza Ferenc Stadion, Nantes | előselejtező (2. forduló) | Újpesti Dózsa–Athletic Bilbao           | 2 – 0    |  |

#### A magyar labdarúgó-válogatott mérkőzései 1973-ban
Ez a mérkőzés a jugoszláv válogatott szempontjából számított főpróbának, a spanyolok elleni világbajnoki selejtező előtt. Kubala László a spanyolok szövetségi kapitánya személyes jelenlétével tüntette ki a találkozót.
| Időpont              | Helyszín                  | Mérkőzés típusa | Mérkőzés                 | Eredmény | Nézők száma |
| -------------------- | ------------------------- | --------------- | ------------------------ | -------- | ----------- |
| 1973. szeptember 26. | Központi Stadion, Belgrád | felkészülési    | Jugoszlávia–Magyarország | 1 : 1    | 25 000      |

## Pozitív sztori
1974-ben az olasz válogatottnak vezethetett mérkőzést. A XIX. század végén a XX. század elején, a futball hőskorában előfordult, hogy hazai játékvezető vezette a hazai nemzetközi mérkőzést. Hasonló volt a helyzet az osztrák Hugo Meisl, Hajós Alfréd, Fehéry Ákos és több más játékvezetőkkel is, de ilyen a XX. században is csak elvétve fordulhatott elő. A bolgárok elleni találkozót úgy vezethette, hogy az eredetileg kijelölt spanyol Pablo Sánchez Ibáñez nem érkezett meg a találkozóra. Nem volt mit tenni, a két csapat megállapodása alapján felkérték játékvezetőnek. A bolgár játékosok és csapatvezetők egyetlen ítéleténél sem vitatkoztak. Tudott semleges maradni.

## Sportvezetőként
- 1978–1981 között a Serie C1 és Serie C2 osztályok játékvezetői küldését koordinálta.
- 1988–1990 között a Serie A bírók küldéséért volt felelős.
- 1998-2000 között a olasz Játékvezető Bizottság (Referee Federation) elnöke, az UEFA JB tagja.

## Sikerei, díjai
- 1972-ben megkapta a Dr. Giovanni Mauro alapítvány elismerő díját,
- 1976-1977-ben egész éves kiváló teljesítményének elismeréseként a Guerin Sportivo az Év játékvezetőjének aranyszobrával tüntette ki,
- 2013-ban Cesare Gussoni kollégájával felkerült az Olasz Labdarúgó Hall of Fame falára,